# 1851

## Esdeveniments
Països Catalans
Resta del món
- 11 de març - Venècia: S'estrena al teatre de La Fenice Rigoletto, de Verdi, basat en l'obra teatral Le roi s'amuse, de Victor Hugo.[1]
- Rebel·lió dels Taiping.
- Fundació del The New York Times.
- Publicació de Moby Dick.
- Fi de la Segona República Francesa.
- Léon Foucault demostra la rotació de la Terra amb un pèndol.
- Prohibició de l'esclavitud a l'Equador i Colòmbia.

## Naixements
Països Catalans
- 1 de febrer, Barcelona: Jaume Ferran i Clua —més conegut com el Dr. Ferran—, metge i bacteriòleg, inventor d'un vaccí contra el còlera (m. 1929).
- 10 d'abril - Barcelona: Pauleta Pàmies, cèlebre ballarina de dansa clàssica i de dansa espanyola (m. 1937).[2]
- 27 de maig, Barcelona: Joan Isern i Solé, actor de teatre català de l'últim terç del segle xix (m. 1890).[3]
- 5 de juliol, Barcelona: Cèsar August Torras i Ferreri, muntanyenc i primer promotor de l'excursionisme català.[4]
- 1 d'agost, Sabadell: Marian Burguès i Serra, ceramista i lliurepensador català.
- 9 d'octubre, Sabadell: Pau Colomer i Oliver, industrial tèxtil, comerciant, escriptor i promotor de la cultura catalana.
- Figueres (Alt Empordà): Esteve Trayter i Colomer, pedagog i col·leccionista.
- Barcelona: la Monyos, personatge icònic barceloní.

Resta del món
- 10 de febrer, Amsterdam, Països Baixos: Clasine Neuman, pintora i dibuixant holandesa (m. 1908).[5]
- 4 d'abril, Saitama: Ginko Ogino, la primera metgessa japonesa (m.1913).[6]
- 13 d'abril: Hermenegildo Estevan y Fernando, pintor
- 15 de maig, Hamburg, Alemanya: Marie Lehmann, soprano operística alemanya (m. 1931).[7]
- 21 de maig, París, França: Léon Bourgeois, polític francès, Premi Nobel de la Pau de 1920 (m. 1925)[8]
- 29 de juny, Grycksbo, Suècia: Emma Sparre, pintora sueca (m. 1913).[9]
- 8 de juliol, Nash Mills,(Anglaterra): Sir Arthur Evans, arqueòleg i escriptor britànic, descobridor del Palau de Cnossos (m. 1941).[10]
- 27 de juliol, Torsång: Ivar Hedenblad, director d'orquestra, compositor i pedagog musical suec.
- 15 de setembre, la Corunya: Emilia Pardo Bazán, escriptora gallega, introductora del naturalisme a Espanya.
- 20 de setembre: Henry Stephens Salt, escriptor anglès.

## Necrològiques
Països Catalans
- Vic: Gervasi Costa i Llobateras, divulgador científic i sacerdot (n. 1810).

Resta del món
- 6 de març, Copenhaguen: Emma Hartmann, compositora danesa que va fer servir el pseudònim Frederick H. Palmer (n. 1807).[11]
- 21 de maig, París (França): Léon Bourgeois, polític francès, Premi Nobel de la Pau de 1920 (m. 1925).
- 1 de febrer: Mary Shelley, escriptora anglesa (n. 1797).
- 10 de juliol, Bry-sur-Marne, Val-de-Marne, França: Louis-Jacques-Mandé Daguerre, més conegut com a Louis Daguerre, va ser un pioner de la fotografia amb la invenció i difusió del sistema del daguerreotip (n. 1787).[12][13]
- 7 de setembre, Santiago (Xile)ː Paula Jaraquemada, heroïna de la independència de Xile (n. 1768).[14]
- 14 de setembre, Cooperstown, Nova York (EUA): James Fenimore Cooper, novel·lista estatunidenc del Romanticisme (n. 1789).[15]
- 4 d'octubre, París, França: Manuel Godoy, gentilhome, polític espanyol ennoblit i favorit reial. Fou Primer Ministre o 'Ministre Universal' durant el regnat de Carles IV (n. 1767).[16]
- 25 de desembre, Barcelona: Andreu Avel·lí Pi i Arimon, historiador i epigrafista especialitzat en història de Barcelona.